# Процес співпраці у Південно-Східній Європі

Держави-учасниці Процесу співпраці у Південно-Східній Європі

Процес співпраці в Південно-Східній Європі (ПСПСЄ) був започаткований з ініціативи Болгарії в 1996 році. На зустрічі під головуванням Болгарії в Софії країни Південно- Східної Європи (SEE) заклали основи регіонального співробітництва з метою створення атмосфери довіри, добросусідських відносин і стабільності.
Особливістю SEECP є те, що це оригінальна форма співробітництва між країнами регіону, започаткована за власною ініціативою, а не з ініціативи якоїсь іншої міжнародної організації чи країн. У цьому відношенні SEECP прагне визначити себе як справжній голос Південно-Східної Європи, який доповнює Пакт стабільності, Ініціативу співпраці Південно-Східної Європи або Процес стабілізації та асоціації.
Основні цілі регіонального співробітництва в рамках SEECP включають зміцнення безпеки та політичної ситуації, інтенсифікацію економічних відносин та співробітництва в сферах людських ресурсів, демократії, правосуддя та боротьби з незаконною діяльністю. Намір SEECP надати можливість своїм членам наблизитися до європейських та євроатлантичних структур через зміцнення добросусідських відносин та перетворення регіону на зону миру та стабільности.

## Членство
- Членкині-засновниці:
  -  Албанія
  -  Боснія і Герцеговина
  -  Болгарія
  -  Греція
  -  Північна Македонія
  -  Румунія

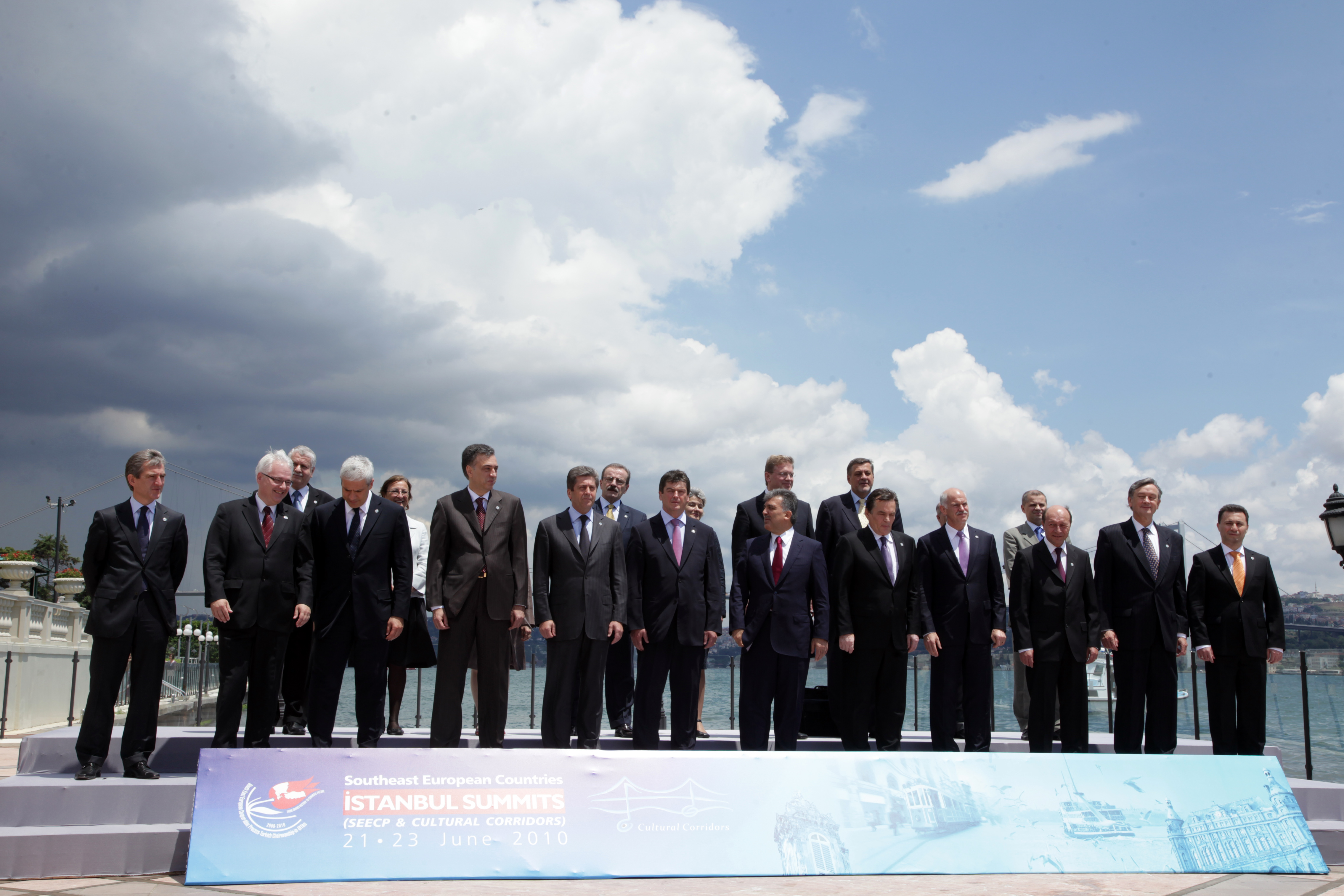
Лідери Південно-Східної Європи позують для сімейного фото під час саміту SEECP у Стамбулі, Туреччина

  -  Сербія (приєдналася як Сербія та Чорногорія)
  -  Туреччина
- Приєднався пізніше:
  -  Хорватія (2005)
  -  Молдова (2006)
  -  Чорногорія (2007)
  -  Словенія (2010)
  -  Косово (2014)[a]

## Структура
SEECP – це регіональний неінституційний процес, який координує головна країна. Головування SEECP триває один рік і ротується між членами. Головуюча країна представляє Процес на міжнародних зустрічах і приймає щорічні зустрічі глав держав і урядів, зустрічі міністрів закордонних справ і низку щорічних зустрічей політичних директорів. Залежно від ситуації головуюча країна може скликати позачергові збори.

### Рада регіонального співробітництва
Рада регіонального співробітництва була створена на зустрічі міністрів закордонних справ ПСЮЄП у 2008 році. Організація була заснована учасниками SEECP та частково фінансується Європейським Союзом для подальшого сприяння європейській інтеграції та співпраці. РСС очолює Генеральний секретар, зараз Майлінда Брегу, і складається з 46 учасників. Учасниками є країни SEECP, а також інші країни та наднаціональні організації, які зацікавлені у стабільності та розвитку регіону. Основним проектом РСС є розвиток Регіонального економічного простору (РЕА) для кращої інтеграції економік Південно-Східної Європи. Статус REA був невизначеним із конкуруючими інтеграційними проектами, такими як «міні-шенгенська» угода 2019 року.

## Головування
Країна, яка головує, змінюється щороку:
- 1996–97, Болгарія
- 1997–98, Греція
- 1998–99, Туреччина
- 1999–2000, Румунія
- 2000–01, Республіка Північна Македонія
- 2001–02, Албанія
- 2002–03, Сербія та Чорногорія
- 2003–04, Боснія і Герцеговина
- Квітень 2004 – травень 2005, Румунія[3]
- Травень 2005 – травень 2006, Греція[4]
- Травень 2006 – травень 2007, Хорватія[5]
- Травень 2007 – травень 2008, Болгарія
- 2008–09, Молдова
- 2009–10, Туреччина[6]
- 2010–11, Чорногорія
- 2011–12, Сербія
- 2012–13, Республіка Північна Македонія[7]
- 2013–14, Румунія
- 2014–15, Албанія[8]
- 2015–16, Болгарія
- 2016–17, Хорватія
- 2017–18, Словенія[9]
- 2018–19, Боснія і Герцеговина
- 2019–20, Косово
- 2020–21, Туреччина
- 2021–22, Чорногорія

## Проведені збори
Зустріч глав держав та урядів:
- 2–4 листопада 1997 р., Крит
- 12–13 жовтня 1998 р., Анталія
- 12 лютого 2000, Бухарест
- 25 жовтня 2000 р., Скоп'є (позачергове засідання)
- 23 лютого 2001, Скоп'є
- 28 березня 2002, Тирана
- 9 квітня 2003 року, Белград
- 21 квітня 2004, Сараєво
- 11 травня 2005, Бухарест
- 4 травня 2006, Салоніки
- 11 травня 2007, Загреб
- 21 травня 2008, Поморіє
- 5 червня 2009 року, Кишинів
- 21–23 червня 2010 р., Стамбул
- 1 червня 2013, Охрид (скасовано)
- 25 червня 2014 року, Бухарест
- 26 травня 2015 року, Тирана
- 1 червня 2016, Софія
- 30 червня 2017, Дубровник
- 24 квітня 2018 року, Крань
- 8–9 липня 2019 р., Сараєво (відмовлено Косово)
- 2020, Приштина (скасовано через COVID-19)
- 17–18 червня 2021 р., Анталія

Зустріч міністрів закордонних справ:
- 6–7 липня 1996 р., Софія
- 5–6 червня 1997 р., Салоніки
- 8–9 червня 1998 р., Стамбул
- 19 березня 1999 року, Бухарест
- 2 грудня 1999 року, Бухарест
- 14 липня 2000, Охрид
- 16 травня 2001, Тирана
- 19 червня 2002, Белград
- 9 червня 2003 року, Сараєво
- 22 жовтня 2004 року, Бухарест
- 24 січня 2006, Афіни
- 1 березня 2007 року, Загреб
- 14 червня 2012 року, Белград
- 22 травня 2015 року, Тирана
- 23 квітня 2018 року, Крань
- 5 вересня 2018 року, Баня-Лука
- 25 червня 2020 року, Приштина (онлайн)
- 6 листопада 2020 року, Анталія